# Jesse F. Stallings
Jesse Francis Stallings, född 4 april 1856 i Butler County i Alabama, död 18 mars 1928 i Birmingham i Alabama, var en amerikansk demokratisk politiker. Han var ledamot av USA:s representanthus 1893–1901.
Stallings studerade juridik vid University of Alabama och inledde 1880 sin karriär som advokat i Alabama. År 1893 efterträdde han Hilary A. Herbert som kongressledamot och efterträddes 1901 av Ariosto A. Wiley. Stallings avled 1928 och gravsattes på Elmwood Cemetery i Birmingham.